# Anthony Ruivivar
Anthony Michael Ruivivar (Honolulu, 4 de novembro de 1970) é um ator estadunidense conhecido por interpretar o paramédico Carlos Nieto na série televisiva Third Watch e o agente Borjes na série Traveler.

## Biografia e carreira
Ruivivar é casado com a atriz Yvonne Jung, que também participou da série Third Watch. Eles tem um casal de filhos, o garoto Kainoa (nascido em 28 de agosto de 2002) e a menina Levi (3 de maio de 2006). Ruivivar recebeu o bacharel em Artes Finas pela Boston University. Ele é filho de pai filipino, descendente de chineses e espanhóis e mãe descendente de alemães e escoceses.

## Filmografia
Cinema e filmes feitos para TV somente (TV):
- Express (2004) .... John
- Swimming (2000) .... Kalani
- Saturn (1999) .... Arturo/Satan
- Simply Irresistible (1999) .... Ramos
- Harvest (1998) .... Roberto Fuentes
- High Art (1998) .... Xander
- Tropas Estrelares (1997) .... Shujumi
- Race the Sun (1996) .... Eduardo Braz
- White Fang 2: Myth of the White Wolf (1994) .... Peter

Séries de TV:
- The Haunting of Hill House (2018)... Kevin Harris
- Scream (2016).... Xerife Michael Acosta
- American Horror Story: Hotel (2015) ... Richard Ramírez  - (2 episódios)
- Banshee (2013-) .... Alex Longshadow (20 episódios)
- The Good Wife (2011)....
- American Horror Story: Murde House (2011) Miguel Ramos - (Episódio: Afterbirth)
- Traveler (2007) .... Agent Guillermo Borjes (8 episódios)
- Criminal Minds (2007) .... Ricardo Vega
- Numb3rs (2007) .... Agente Cordero
- Close to Home (2006) .... Detetive Vega
- Third Watch (1999-2005) .... Carlos Nieto (65 episódios)
- Medical Investigation (2005) .... Paramédico Carlos Nieto
- All My Children (1997) .... Enrique 'Ricky' (2 episódios)
- Law & Order (1997) .... Raymond Cartena